# María Dolores Etxano Varela
María Dolores Etxano Varela (Ondárroa, 30 de mayo de1968) es una administrativa y política española. Es senadora por el partido EAJ-PNV por la circunscripción de Vizcaya desde enero de 2016 además de concejala del ayuntamiento de Ondárroa. Ha formado parte de la XI, XII, XIII y XIV de las legislaturas del Senado.

## Trayectoria
Licenciada en Ciencias Económicas y Empresariales de la Universidad del País Vasco en 1991 ha desarrollado su carrera tanto en la empresa privada como en la Administración Pública. Fue la primera mujer en su familia en tener una carrera universitaria. Una de sus primeras experiencias laborales fue en una conservera como responsable de administración. 
Empezó en la política en el ámbito municipal como concejala en el ayuntamiento de Ondárroa en 1999 que ha compaginado desde 2016 con su escaño de senadora. 
En la XIV legislatura del Senado es portavoz del Grupo Parlamentario Vasco en las comisiones de Presupuesto, Hacienda, Relaciones con el Tribunal de Cuentas, Igualdad y en la de seguimiento del pacto de Estado de Violencia de Género.
Etxano se posiciona como feminista y recuerda que "tiene un objetivo social y político claro: conseguir la igualdad, critica la desigualdad existente y reivindica los derechos de las mujeres (...) "me considero hija de una mujer feminista que no sabía que lo era; hija y sobrina de mujeres que siempre se apoyaban, que nos educaron para ser libres."

## Vida personal
Es aficionada a correr y forma parte de la banda de música feminista Andrabanda, de Etxelila, la casa de las mujeres de Ondarróa.